# 프루갈웨어 리눅스
프루갈웨어 리눅스(Frugalware Linux)는 리눅스 계열 운영 체제 가운데 하나이다. 2004년 슬랙웨어에서 파생되어 개발이 시작되었다.

## 걸어온 길
프루갈웨어는 2004년에 Miklós Vajna에 의해 처음 만들어졌다. Miklós Vajna는 기존의 슬랙웨어의 패키지 관리 프로그램인 pkgtool의 속도가 너무 느리다는 점을 고심했고, 이를 C언어를 사용하여 고치고 싶어했다. 하지만 슬랙웨어에게 이러한 시도가 받아들여지지 않을 것이라고 생각한 그는 슬랙웨어로부터 분리된 새로운 리눅스 배포판을 만들게 된다. 그리하여 2004년 11월 2일 최초 버전인 프루갈웨어 0.1 (제네시스)가 발표되게 된다.

## 출시 버전
프루갈웨어의 각 버전의 코드네임은 0.1의 코드네임인 Genesis(창세)를 제외하면 모두 아이작 아시모프의 소설에 나오는 별 이름이다. 프루갈웨어는 약 6개월을 주기로 하여 안정화 버전이 출시된다. 현재까지 출시된 버전 중 최신 버전은 1.4 (Nexon)이다.
| 버전 번호 | 코드명   | 배포일           |
| 0.1       | Genesis  | 2004년 11월 2일  |
| 0.2       | Aurora   | 2005년 4월 28일  |
| 0.3       | Trantor  | 2005년 10월 13일 |
| 0.4       | Wanda    | 2006년 3월 30일  |
| 0.5       | Siwenna  | 2006년 9월 14일  |
| 0.6       | Terminus | 2007년 3월 22일  |
| 0.7       | Sayshell | 2007년 10월 13일 |
| 0.8       | Kalgan   | 2008년 3월 11일  |
| 0.9       | Solaria  | 2008년 9월 9일   |
| 1.0       | Anacreon | 2009년 3월 22일  |
| 1.1       | Getorin  | 2009년 9월 7일   |
| 1.2       | Locris   | 2010년 5월 8일   |
| 1.3       | Haven    | 2010년 8월 23일  |
| 1.4       | Nexon    | 2010년 8월 23일  |